# 狗脊
狗脊（拉丁名：Cibotii Rhizoma，英文名：Rhizome of Scythian Lamb），又稱作金毛狗脊、赤節、百枝、狗青、扶筋，为中药中的祛风湿藥。是蚌壳科植物金毛狗脊的干燥根茎。

## 形态
多年生草本，根状茎短；叶丛生；叶柄和根状茎均密被棕色鳞片；叶子大，二回羽状分裂；长形孢子囊群，沿着叶背中脉两侧生长。

## 延伸阅读
[在维基数据编辑]
 《欽定古今圖書集成·博物彙編·草木典·狗脊部》，出自陈梦雷《古今圖書集成》

## 外部連結
- 金毛狗脊 Jinmaogouji （页面存档备份，存于） 藥用植物圖像數據庫 (香港浸會大學中醫藥學院) （中文）（英文）
- 狗脊 中藥材圖像數據庫  (香港浸會大學中醫藥學院) （中文）（英文）
- 狗脊 Gou Ji （页面存档备份，存于） 中藥標本數據庫 (香港浸會大學中醫藥學院) （繁體中文）（英文）
- 金毛狗脊 Jin Mao Gou Ji （页面存档备份，存于） 中藥標本數據庫 (香港浸會大學中醫藥學院) （繁體中文）（英文）